# 浜辺黒人
浜辺 黒人（はまべの くろひと、1717年（享保2年）- 1790年6月30日（寛政2年5月18日））は、江戸時代中期の狂歌師である。本姓は斯波、名は孟雅。通称は三河屋半兵衛。号に桃翁がある。

## 経歴・人物
江戸の芝（現在の東京都港区）に生まれ、初め家業の書店を営んだ。
1779年（安永8年）頃にに狂歌について興味を持ち始め、狂歌師となった。その後、肌の色が色黒であったことから、出身地とそれにちなんで師匠から「浜辺黒人」という狂名をもらった。庶民からの狂歌を募集し、入選されたものに「入花料」や「彫刻料」と呼ばれる新しい評価を創作した事により、一躍有名な狂歌師となった。
後に狂歌集『徳和歌後万載集』に黒人の歌が入選され、今日も知られるようになった。

## 主な著作物

### 主著
- 『初笑不琢玉』- 1782年（天明2年）に刊行。

### その他の著書
- 『（狂歌）栗の下風』- 1782年（天明2年）に刊行。